# 白木太一
白木 太一（しらき たいち、1959年 - ）は、日本の歴史学者。専攻は西洋史（ポーランド史）。大正大学文学部教授。
フォーラム・ポーランド副代表。2012年から2016年、東欧史研究会委員長を務めた。
18世紀を中心としたポーランド史を研究している。

## 来歴
東京都生まれ。1982年3月、早稲田大学第一文学部史学科西洋史専修卒業。1985年3月、早稲田大学大学院文学研究科修士課程修了。
1992年8月、同大学院博士課程修了。在学中の1986年から1989年、ワルシャワ大学歴史研究所留学。
1992年9月～東洋大学文学部、早稲田大学文学部、杏林大学外国語学部、東京大学教養学部ほか非常勤講師。2007年4月大正大学文学部准教授となり、2012年より現職。
2002年、論文「18世紀ポーランドにおける共和主義的国制論の変遷：四年議会(1788-1792年)の改革を中心に」にて早稲田大学文学研究科より博士（文学）の学位を取得。

## 担当経験のある科目
- ポーランド語初級（東京大学教養学部）
- 西洋史概説（大正大学）
- ポーランド史 （東京外国語大学・駒澤大学）
- キリスト教文化史（大正大学）
- 歴史学入門（大正大学）
- 歴史をみる眼（大正大学）

## 著作

### 単著
- 『近世ポーランド「共和国」の再建：四年議会と五月三日憲法への道』彩流社、2005年。ISBN　978-4-7791-1101-3
- 『一七九一年五月三日憲法』東洋書店〈ポーランド史史料叢書〉、2013年。ISBN　978-4-86459-162-1
- 『一七九一年五月三日憲法』（新版）群像社〈ポーランド史叢書〉、2016年。ISBN　978-4-903619-67-5

### 分担執筆
- 「一八世紀ポーランドにおける国制改革の歴史的意義」山本俊朗編『スラヴ世界とその周辺』ナウカ、1992年。4-88846-033-7
- 「コシチューシュコ蜂起」『ヨーロッパの反乱と革命』野崎直治編、山川出版社、1992年。ISBN 978-4-634-64180-8
- 『概説西洋社会史』（野崎直治編、有斐閣） 1994
- 『ヨーロッパ史の新地平』（中山昭吉, 松川克彦編、昭和堂） 2000
- 『ヨーロッパの分化と統合』（小倉欣一編、大陽出版） 2004
- 『ポーランドの歴史教科書 - 現代史』（渡辺克義, 田口雅弘, 吉岡潤監訳、明石書店） 2005
- 「近世ポーランドにおけるヘトマン(軍司令官)職：その社会的役割の変遷を中心に」井内敏夫編『ヨーロッパ史のなかのエリート：生成・機能・限界』大陽出版、2007年。ISBN 978-4-88469-505-7
- 「近世ポーランド「共和国」の政治文化：18世紀の地方議会を手がかりとして」渡辺克義編『ポーランド学を学ぶ人のために』世界思想社、2007年。ISBN 978-4-7907-1245-9
- 『フォーラム・ポーランド会議録』（関口時正他編、ふくろう出版） 2007

## 論文
- 「18世紀ポーランドにおけるジェチポスポリタ(共和国)理念の継承と発展 - コウォンタイの国家改革論をつうじて」（日本西洋史学会、西洋史学） 1994
- 「18世紀後半におけるポーランドの地方議会改革の意義 : 指示書の権限と参政権資格の見直しをめぐって」（北海道大学、スラヴ研究） 1996
- 「18世紀後半のポーランドにおけるマグナート支配の構造とその変容 - 右岸ドニエプル地方、ブラツワフ県のポトツキ家の場合を中心に」（東欧史研究会、東欧史研究） 1998.3
- 「18世紀ポーランドにおける行政権のありかたについて - 常設会議(1775-1789年)の歴史的意義を中心に」（早稲田大学史学会、史観） 2000.9
- 「近世ポーランド=リトアニア連合国家の地方議会に関する研究動向 - 「共和国」の中央と地方の問題を中心に」 (東欧史研究会 2004年度シンポジウム 東欧における地域・社団と議会主義的伝統)（東欧史研究会、東欧史研究） 2005.3
- 「聖職者イグナツィ・クラシツキと一八世紀後半のヴァルミア司教区 - ポーランド=リトアニア「共和国」、王国領プロイセン、聖堂参事会、教区行政の狭間で」（大正大学史學會、鴨台史学） 2009.3
- 「ポーランド一七九一年五月三日憲法 : その沿革、全文の内容、歴史的意義」（大正大学、大正大學研究紀要） 2010.2
- 「近世ポーランド・リストニアの貴族と名望家」（山川出版社、歴史と地理、世界史の研究239） 2014.5

## 書評
- 『ポーランドの貴族の町 - 農民解放前の都市と農村、ユダヤ人』（山田朋子、法制史學會、法制史研究） 2008